# Kızyusuflu, Kadirli
Kızyusuflu là một xã thuộc huyện Kadirli, tỉnh Osmaniye, Thổ Nhĩ Kỳ. Dân số thời điểm năm 2010 là 1275 người.